# بوزيغا

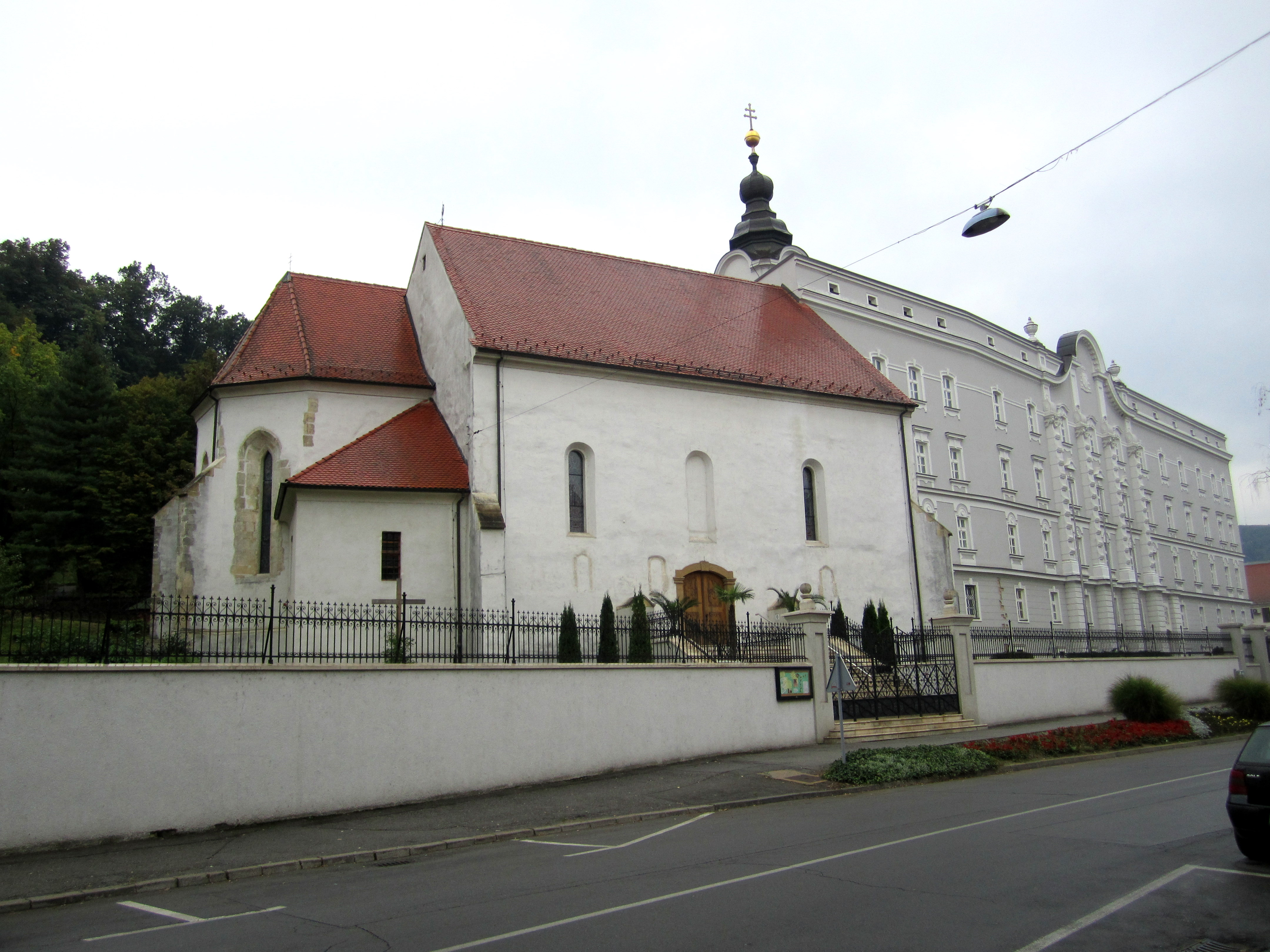
الطابع المعماري في بوزيغا

مدينة بوزيغا هي مدينة كرواتية وهي مركز مقاطعة بوزيغا-سلافونيا.

## توأمة
لبوزيغا اتفاقيات توأمة مع:
- يوكنعام

## أعلام
- فريدريش زالومون كروس
- ماركو كوبليار
- تمارا هوراسيك
- بيجا ستوجاكوفتش
- آنا سافيتش